# David Duval
David Robert Duval (9 november 1971) is een Amerikaanse professioneel golfer. Hij speelt op de Amerikaanse PGA Tour en is de beste speler van de wereld geweest. Hij is de zoon van Bob Duval, die op de Champions Tour speelde.

## Amateur
David Duval zat op de Episcopal High School in Jacksonville. In 1989 won hij het US Junior Amateur Kampioenschap. Hij studeerde vervolgens aan de Georgia Tech universiteit, waar hij onder andere in 1993 nationaal de Speler van het Jaar werd. Hij speelde als amateur in de BellSouth Classic, en kwam daar na drie rondes aan de leiding. Hij won hetzelfde toernooi drie jaar later als professional.

### Gewonnen
Onder meer:
- 1989: US Junior Amateur
- 1992: Northeast Amateur, Porter Cup

### Teams
- World Amateur Team Championship: 1990, 1992
- Walker Cup: 1991 (winnaars)

## Professional
Duval werd in 1993 professional en speelde de eerste twee jaren op de NIKE Tour, de voorloper van de Nationwide Tour. Hij won er twee toernooien en behaalde zijn spelerskaart voor de PGA Tour van 1995. In 1996 kwalificeerde hij zich voor de Presidents Cup en won al zijn partijen.
Eind 1997 won hij drie toernooien in een maand, en 1998 en 1999 verliepen ook zeer succesvol. In 1999 maakte hij tijdens de Bob Hope Chrysler Classic op de La Quinta Country Club een ronde van 59. In 2001 werd zijn carrière bekroond door het winnen van het Brits Open. 
Er volgde een rustige periode op het gebied van golf, en zijn gezondheid liet te wensen over. Hij speelde nog wel, maar zijn scores waren vaak boven de 80. Pas in 2009 bereikte hij weer een top 10-plaats, en dit was bij het US Open op Bethpage Black, waar hij op een gedeeld tweede plaats eindigde.

### Gewonnen

#### NIKE Tour
- 1993: NIKE Wichita Open, NIKE Tour Championship

#### Amerikaanse Tour
| No. | Jaar | Toernooi                             | Score              | Score | Tweede plaats              |
| --- | ---- | ------------------------------------ | ------------------ | ----- | -------------------------- |
| 1   | 1997 | Michelob Championship at Kingsmill   | 67-66-71-67=271    | -13   | Grant Waite, Duffy Waldorf |
| 2   | 1997 | Walt Disney World/Oldsmobile Classic | 65-70-65-70=270    | -18   | Dan Forsman                |
| 3   | 1997 | The Tour Championship                | 66-69-70-68=273    | -11   | Jim Furyk                  |
| 4   | 1998 | Tucson Chrysler Classic              | 66-62-68-73=269    | -19   | Justin Leonard, David Toms |
| 5   | 1998 | Shell Houston Open                   | 69-70-73-64=276    | -12   | Jeff Maggert               |
| 6   | 1998 | NEC World Series of Golf             | 69-66-66-68=269    | -11   | Phil Mickelson             |
| 7   | 1998 | Michelob Championship at Kingsmill   | 65-67-68-68=268    | -16   | Phil Tataurangi            |
| 8   | 1999 | Mercedes Championships               | 67-63-68-68=266    | -26   | Mark O'Meara               |
| 9   | 1999 | Bob Hope Chrysler Classic            | 70-71-64-70-59=334 | -26   | Steve Pate                 |
| 10  | 1999 | The Players Championship             | 69-69-74-73=285    | -3    | Scott Gump                 |
| 11  | 1999 | BellSouth Classic                    | 66-69-68-67=270    | -18   | Stewart Cink               |
| 12  | 2000 | Buick Challenge                      | 68-69-67-65=269    | -19   | Jeff Maggert, Nick Price   |
| 13  | 2001 | Brits Open                           | 69-73-65-67=274    | -10   | Niclas Fasth               |

De eerste twee toernooien in 1997 eindigden in een play-off, die Duval op de eerste extra hole won.

#### Japan Golf Tour
- 2001: Dunlop Phoenix

### Teams
- Presidents Cup: 1996 (winnaars), 1998, 2000 (winnaars)
- Fred Meyer Challenge: 1998 (met Jim Furyk)
- Franklin Templeton Shark Shootout: 1999 (met Fred Couples)
- Ryder Cup: 1999 (winnaars), 2002
- World Cup: 2000 (winnaars met Tiger Woods), 2001